# 日本共産党幹部宅盗聴事件
日本共産党幹部宅盗聴事件（にほんきょうさんとうかんぶたくとうちょうじけん）は、1985年から1986年にかけて、当時日本共産党国際部長であった緒方靖夫宅の電話が公安警察官によって盗聴された事件である。
公安警察の存在が注目を浴び、検察の捜査の合法性にも疑問が投げかけられた。また、警察の組織的犯行を疑う見方もある。

## 事件経緯
1986年11月27日、東京都町田市にある日本共産党国際部長・緒方靖夫宅の電話が盗聴されていたことが発覚。通話中の雑音や音質低下に不審を抱いた緒方が日本電信電話（NTT）町田電話局に通報、職員の調査により緒方宅から100メートル離れたアパートで盗聴が行われていたことがわかった。
通報を受けた警視庁町田警察署は当初捜査を拒否。NTTによる告発も一度不受理の後、29日になって受理し、12月1日に実況見分を実施した（ただし、この時に警察が証拠隠滅を図った疑いも持たれている）。
他方で東京地方検察庁は11月28日に緒方からの告発を受ける。公安警察との関係を懸念して地検公安部ではなく特別捜査部によって捜査が開始され、まもなく神奈川県警察警備部公安第一課所属の複数の警察官が1985年夏から盗聴を行っていた事実を突き止めた。また捜査の過程で、公安警察による各種非合法工作活動を統括する部署、コードネーム「サクラ」の存在が明らかになった（拠点は警察大学校内部）。
1987年5月7日、警察庁長官山田英雄は参議院予算委員会において「警察におきましては、過去においても現在においても電話盗聴ということは行っておりません」と答弁して組織としての警察の関与を否定したが、6月には神奈川県警本部長が、その直後に警察庁警備局長も辞職。更に警察庁警備局公安第一課長と「サクラ」を指揮しているとされた理事官が配転された。また警察庁は検察に対して二度と違法捜査を行わないと誓約し、これを受けて地検は8月4日に警察官を不起訴あるいは起訴猶予処分にした。
緒方はこの決定を不服とし、警察官の行為が公務員職権濫用罪に当たるとして、付審判制度に付するよう東京地方裁判所に請求を行った。1989年3月14日、最高裁は警察官による盗聴の事実は認定したものの、職権濫用には当たらないとして棄却した（詳細は後述）。また緒方は国・神奈川県・盗聴を実行した警察官に対して損害賠償請求訴訟を起こし、1997年6月26日に東京高等裁判所は国・県に404万円余りの賠償を命じた。
盗聴に関与していたグループの一員と見られる警察官が事情聴取の最中に入院し、そのまま急死した。“内情を知られる事を防ぐ為の口封じに消されたのでは”という声も上がった（死因は「脂肪肝」と発表されたが、「これで死ぬ事はほとんどない」との主張もある）。

## 組織的関与
手口や警察組織の特徴から、警察庁警備局を中心とした組織的犯行が強く疑われた。国会でも取り上げられ参考人質問が行なわれ、補聴器メーカーリオンの技師が“依頼を受けて盗聴器の試作品製作に携わった”と証言した。また、検察も組織的犯行と断定しているが、警察は組織的な関与を否定している。
緒方が共産党の国際部長であった事から、盗聴による情報（党本部や外国の団体との連絡内容）収集が目的だったと見られる。

## 公務員職権濫用罪への該当性
1987年8月緒方は、東京地検が上記の行為について不起訴に対し東京地裁に付審判請求を行ったが東京地裁、東京高裁も緒方の請求を棄却した。これを受けて、緒方は最高裁に特別抗告したが、本件における警察官の盗聴行為が公務員職権濫用罪にあたらないとして抗告を棄却した。
職権濫用罪でいう「職権」は公務員の一般的職務権限のすべてをいうのではなく、そのうち、職権行使の相手方に対し法律上、事実上の負担ないし不利益を生ぜしめるに足りる特別の職務権限をいい、同罪が成立するためには公務員の不法な行為が右の性質をもつ職務権限を濫用して行われたことを要するものというべきである。すなわち、公務員の不法な行為が職務としてなされたとしても、職権を濫用して行われていないときは同罪が成立する余地はなく、その反面、公務員の不法な行為が職務とかかわりなくなされたとしても、職権を濫用して行われたときには同罪が成立することがあるのである。
本件では、警察官の職務としては行われているが、被疑者らは盗聴行為の全般を通じて終始何人に対しても警察官による行為でないことを装う行動をとっていたというのであるから、そこに、警察官に認められている職権の濫用があったとみることはできないとして、警察官の行為が職権濫用罪に該当しないとして、緒方の付審判請求を退けた。
なお、現在では、同様の行為を行った場合、犯罪捜査のための通信傍受に関する法律30条1項（当時は未制定）に違反する行為であり、同項に違反する行為は3項により付審判請求の対象なので、本件のような事例の場合は付審判請求が認容される可能性がある。

## 影響
- それまで秘密とされていた公安警察の活動が世間の注目を浴びた。
- 捜査を担当した横浜地方検察庁は神奈川県警察から逆恨みされて捜査から撤退せざるを得ず、目付役としての力を完全に失った。東京地方検察庁は不起訴処分の決定で世論の厳しい批判を受けた。地検は同時期行っていた福岡県京都郡苅田町における住民税流用事件の捜査も頓挫し、“検察も警察には勝てない”と蔑まれ信頼は地に落ちた。この点については、時の検事総長伊藤栄樹が、回想録『秋霜烈日』の中で、おとぎ話としながらも、「検察は警察に勝てるか。どうも必ず勝てるとはいえなさそうだ。勝てたとしても、双方に大きなしこりが残り、治安維持上困った事態になるおそれがある。それでは、警察のトップに説いてみよう。目的のいかんを問わず、警察活動に違法な手段をとることは、すべきではないと思わないか。どうしてもそういう手段をとる必要があるのなら、それを可能にする法律をつくったらよかろう、と。」と述懐している。

- 刑法の公務員職権濫用罪の解釈が論議を呼ぶことになった。最高裁は盗聴者が「何人に対しても警察官による行為でないことを装う行動をとっていた」として同罪は成立しないとしたが、これに対しては「警察官である事をわざわざ名乗っての不法な諜報活動など誰もしないであろう、そんな事をしたらスパイ活動など成り立たない」と反論も多い。
- 緒方らの代理人弁護士は横浜法律事務所から派遣された。オウム真理教が引き起こした坂本堤弁護士一家殺害事件（当初は失踪事件）で神奈川県警察は事件性を否定する立場をとり続けたのは、坂本堤が横浜法律事務所に属していたためとされた。
- 1999年に「犯罪捜査のための通信傍受に関する法律」が成立した。